# بورنلي (دائرة انتخابية في المملكة المتحدة)
بورنلي (بالإنجليزية: Burnley)‏ هي إحدى الدوائر الانتخابية في المملكة المتحدة الممثلة في مجلس العموم في برلمان المملكة المتحدة.}}</ref>}}</ref>
عضو البرلمان الذي يمثلها حالياً هو :Kitty Ussher (Lab).